# Nāḩiyat Markaz Şāfītā
Nāḩiyat Markaz Şāfītā (arabiska: ناحية مركز صافيتا) är ett subdistrikt i Syrien.   Det ligger i provinsen Tartus, i den västra delen av landet, 150 km norr om huvudstaden Damaskus.
Trakten runt Nāḩiyat Markaz Şāfītā består till största delen av jordbruksmark. Runt Nāḩiyat Markaz Şāfītā är det tätbefolkat, med 427 invånare per kvadratkilometer.